# Najd
Najd (også Nejd, arabisk نجد, Naǧd) er en region omfattende Den Arabiske halvøs centrale dele, et 1,1 millioner km² stort højplateau, som omfatter Saudi-Arabiens kerneområde med hovedstaden Riyadh og byen Afif.
Nejd blev i midten af 1700-talet centrum for wahhabitterne, som under Ibn Saud i høj grad medvirkede til at udvide det saudiske rige. I 1921 blev Nejd et sultanat og i 1927 et kongerige. Det forenedes 1932 med kongeriget Hejaz, som fra 1926 også var styret af ibn Saud, og de to lande dannede derved kongeriget Saudi-Arabien.